# فينكاس ميكيفتش-كبسوكاس
فينكاس ميكيفتش-كبسوكاس (بالليتوانية: Vincas Mickevičius-Kapsukas)، ويُعرف باسمه القلمي كبسوكاس، وُلد يوم 7 أبريل عام 1880 وتوفي يوم 17 فبراير عام 1935، وهو ناشط ثوري، وناشط سياسي شيوعي ليتواني الجنسية. كتب ميكيفتش وحرر العديد من الكتب والمنشورات باعتباره أحد النشطاء بحركة النهضة الليتوانية الوطنية، وانضم ميكيفتش أيضًا للحزب الديمقراطي الاجتماعي الليتواني. أصبح ميكيفتش أحد قادة ومؤسسي الحزب الشيوعي الليتواني بعدما تغيرت أفكاره من الاشتراكية إلى الشيوعية، وكان رئيسًا أيضًا للجمهوريتين قصيرتي العمر: جمهورية ليتوانيا الاشتراكية السوفيتية، وجمهورية ليتوانيا وروسيا البيضاء الاشتراكية السوفيتية، وذلك خلال الفترة بين عامي 1918 إلى 1919. اتجه ميكيفتش إلى روسيا السوفيتية، بعد فشل استمرار هاتين الدولتين، حيث استمر في قيادة الشيوعيين الليتوانيين بالإضافة إلى عمله لصالح منظمة الشيوعية الدولية (الكومنترن) هناك.

## السيرة الذاتية

### مطلع حياته والتعليم
وُلد ميكيفتش في عام 1880، في مدينة فيلكافيشكس التابعة لمقاطعة فيلكافيشكس بمنطقة سوالكيا، لعائلة ليتوانية من المزارعين الأثرياء. كانت منطقة سوالكيا تتبع كونغرس بولندا آنذاك، والتي كانت دولةً عميلة تابعة للإمبراطورية الروسية. فرضت الحكومة القيصرية الروسية حظرًا صحفيًا على ليتوانيا خلال انتفاضة يناير عام 1863، ومنع هذا الحظر نشر أي مواد صحفية مطبوعة باللغة الليتوانية. كان سيموناس والد فينكاس وأخوه الأكبر جوزاس من المواطنين الوطنيين. وكان عمه أنتاناس ميكيفتش يعمل معلمًا سريًا، إذ أسس ودرّس بعدد من المدارس السرية في ليتوانيا. تابع ميكيفتش عددًا من الإصدارات القديمة غير القانونية من مجلة أوزرا الشهرية، والتي كانت مُخبأةً في منزله.
درس ميكيفتش بمنزله بين عامي 1888 و1892، وتعلم في المدرسة الليتوانية التي أدارها عمه. ودرس بمدرسة ماريامبوله الثانوية في الفترة بين عامي 1892 إلى 1897. أصبح ميكيفتش أحد النشطاء بحركة النهضة الليتوانية الوطنية عام 1895 عندما ساعده أخوه على الانضمام لجمعية سرية لتهريب الكتب الليتوانية عُرفت باسم سيتيناز، وهي جمعية كانت تطبع الكتب الليتوانية والمجلات في بروسيا الشرقية، ثم تُهربها وتوزعها داخل ليتوانيا. التحق ميكيفتش بالمعهد اللاهوتي في سيني، وذلك بعد تخرجه من المدرسة الثانوية عام 1897، ولكنه فُصل من المعهد بسبب آرائه السياسية غير القانونية. كان ميكيفتش عضوًا بالجمعية الكتابية الليتوانية، وشارك في نشر الصحف الليتوانية غير القانونية.
تعلم ميكيفتش بين عامي 1898 و1899 بمدرسة ساكالاي، وهي مدرسة ليتوانية تُدار بواسطة بوفيلاس فيشينسكيس. أصبح ميكيفتش عضوًا نشطًا بمنظمة وطنية سُميت على اسم جريدة فاربس، وكانت تهدف هذه المنظمة إلى تنمية الوعي الليتواني، وتعزيز التعليم، والثقافة، واللغة الليتوانية. شارك ميكيفتش بجريدة فاربس وجريدة يوكينينكاس. اختار ميكيفتش اسمًا قلميًا له، وهو «فينكاس كبسوكاس»، وهذا الاسم عبارة عن صيغة تصغير للاسم «فينكاس كبساس»، أحد الأسماء القلمية للشاعر فينكاس كوديركا مؤسس جريدة فاربس.
التحق ميكيفتش بمدرسة يلغافا الثانوية عام 1900. وفُصل منها عام 1901 لاحتفاظه بصحف ليتوانية غير قانونية خاصة بأحد جمعيات تهريب الكتب الليتوانية الأخرى المعروفة بجمعية كيوديكيس. فتّشت الشرطة السرية منزل ميكيفتش وعثرت على مجموعة كبيرة من الصحف الليتوانية غير القانونية. وأصبح ميكيفتش متهمًا في أحد القضايا السياسية بتهمة القيام بأنشطة معادية للنظام القيصري الروسي. اضطر ميكيفتش للهروب إلى سويسرا عبر بروسيا الشرقية، وهذا ليتفادى اعتقاله من قبل السلطات.

## حياته الشخصية

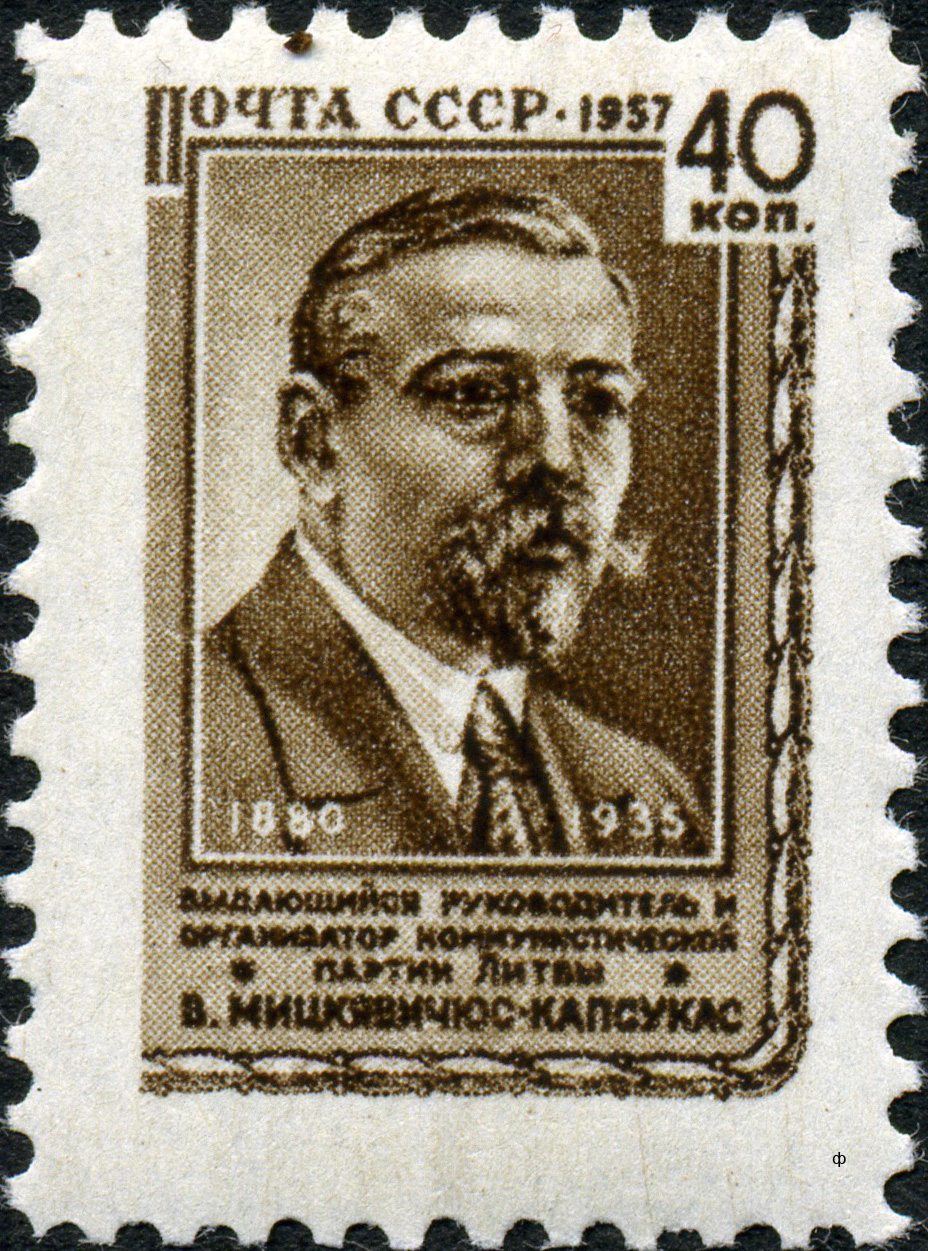
طابع بريدي سوفيتي عليه صورة لفينكاس ميكيفتش-كبسوكاس

كان سيموناس ميكيفتش والد فينكاس، الذي وُلد عام 1830 وتوفي عام 1915، مزارعًا ثريًا. أنجب سيموناس من زوجته الأولى باربورا كريوتشيونايت، التي وُلدت عام 1840 تقريبًا وتوفيت عام 1870، ابنةً واحدة سُميت كونستانسيا ميكيفيتشيوت. وأنجب من زوجته الثانية أونا كورشينايت، التي وُلدت عام 1850 تقريبًا وتوفيت عام 1934، ابنين: جوزاباس الذي وُلد عام 1872 وتوفي عام 1950، وفينكاس.
تزوج فينكاس ميكيفتش من فاندا ديدزيولايت، التي وُلدت عام 1881 وتوفيت عام 1941، عام 1901 بمدينة يلغافا في دولة لاتيفا. طُلق الزوجان عام 1913 بعد وفاة ابنتهما فانداعام 1913. تزوج ميكيفتش بعدها من إلينا دوميسيلي توتكايت، التي وُلدت عام 1893 وتوفيت عام 1937، بمدينة موسكو في روسيا عام 1922. وأنجب منها ثلاثة أطفال: جيورا ميكيفتش التي وُلدت في 1921 وتوفيت في 2008، وفينكاس ميكيفتش الذي وُلد عام 1925 وتوفي عام 2014، ولينا ميكيفتش التي وُلدت عام 1927 وتوفيت عام 2001.

## الإرث
كان فينكاس ميكيفتش-كبسوكاس مؤلفًا لأكثر من 50 عملًا كتابيًا في مجالات السياسة، والتاريخ، والفلسفة، والأدب بالإضافة إلى مقالات عديدة أخرى يصل عددها إلى نحو 2000 مقالة. كتب ميكيفتش أيضًا كتاب مذكرات، وقصصًا قصيرة.
كان اسم ميكيفتش ضمن «القائمة الرمادية» التي وضعها القائد السوفيتي جوزيف ستالين، إذ لم يعتبره ستالين عدوًا رسميًا للاتحاد السوفيتي، ولكنه منع ذكر اسمه فقط أمام العامة. وبدأت الحكومة الليتوانية الشيوعية، ولا سيما السكرتير الأول للحزب الشيوعي الليتواني أنتاناس سنيشكوس، بإحياء ذكراه عقب وفاة ستالين في عام 1953. بدأت إعادة إحياء ذكرى ميكيفتش وإرثه تدريجيًا حتى وصلت لمرحلة التأليه. فسُميت الشوارع، والميادين، والمتاحف، والسفن على اسمه بالإضافة إلى إقامة العديد من من الأنصاب التذكارية الخاصة به.

### أشياء سُميت نسبةً إليه
- منطقة ومدينة ماريامبوله الليتوانيّة خلال الفترة بين عامي 1955 إلى 1989.
- جامعة فيلنيوس خلال الفترة بين عامي 1956 إلى 1989.
- جائزة اتحاد الصحفيين الليتوانيين خلال الفترة بين عامي 1964 إلى 1989.